# Alomia coelestina
Alomia coelestina là một loài thực vật có hoa trong họ Cúc. Loài này được (Regel) B.L.Rob. mô tả khoa học đầu tiên năm 1930.